# 李盛枝
李盛枝（1589年—1672年），字言本，號本厚，山東濟南府泰安州莱芜县人，明末清初政治人物。同進士出身。

## 生平
天啓七年（1627年）丁卯科山東鄉試第四十四名舉人，崇禎七年（1634年），登甲戌科進士，吏部观政，八年授雄县知县。
清朝历任山西临晋县知县、刑部四川司主事、刑部浙江司员外郎、刑部四川司郎中、直隶顺德府知府。順治九年（1652年）三月升为山东按察使司副使、怀来道，十一年（1654年）十一月升江西布政使司参政、分守岭北道。诰授中宪大夫，清康熙十一年（1672年）告老还乡，卒年八十四岁。

## 家族
曾祖李道，祖李邦才，父李登。